# Фаттаева, Сария Паша кызы
Сария Паша кызы Фаттаева (азерб. Səriyyə Paşa qızı Fəttayeva; 1914, Ленкоранский уезд — ?) — советский азербайджанский табаковод, Герой Социалистического Труда (1949).

## Биография
Родилась в 1914 году в селе Шатыроба Ленкоранского уезда Бакинской губернии (ныне село в Масаллинском районе Азербайджана).
В 1933—1966 годах — колхозница, звеньевая колхоза имени Кирова Масаллинского района. В 1948 году получила урожай табака сорта «Самсун» 21,7 центнера с гектара на площади 3 гектаров.
Указом Президиума Верховного Совета СССР от 1 июля 1949 года за получение в 1948 году высоких урожаев табака Фаттаевой Сарие Паша кызы присвоено звание Героя Социалистического Труда с вручением ордена Ленина и золотой медали «Серп и Молот».
С 1966 года — пенсионер союзного значения.